# 萨兰德拉
萨兰德拉（義大利語：Salandra），是意大利马泰拉省的一个市镇。总面积77平方公里，人口3003人，人口密度39.0人/平方公里（2009年）。ISTAT代码为077024。